# National Barn Dance

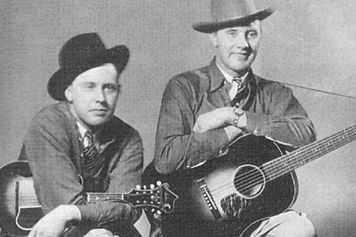
The Monroe Brothers

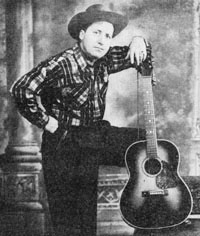
Cliff Carlisle

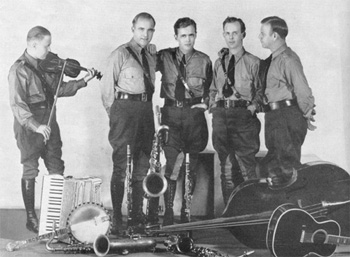
The WLS Rangers

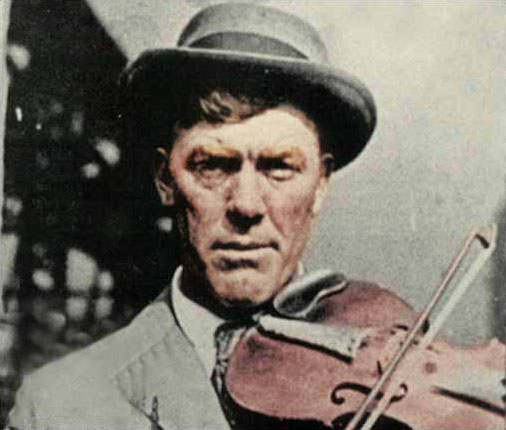
Gid Tanner

Der National Barn Dance war eine US-amerikanische Radioshow für Country- bzw. Old-Time-Musik, die von WLS aus Chicago gesendet wurde. Sie war in den 1920er- und 1930er-Jahren die erfolgreichste Show dieses Typs.

## Geschichte

### Anfänge
Der erste National Barn Dance fand am Abend des 19. April 1924 im Studio des Senders WLS statt. Moderator war George D. Hay, der die Show ebenfalls trotz des Direktors Edgar Bill organisierte, denn Bill war anfänglich gegen eine solche Show. Die Musik hatte damals einen weitaus größeren hinterwäldlerischen Ruf als heute. Doch gleich die erste Show war ein großer Erfolg, da das Publikum „atonished and delighted“ war, die alten Songs wieder zu hören. Erste Mitglieder der Show waren unter anderem Tommy Dandurand, Tom Owens, Chubby Parker, Pie Plant Pete und Walter Peterson. Hay verließ WLS 1925, um beim Sender WSM zu arbeiten, der ein Jahr später eine ähnliche Sendung, die Grand Ole Opry, auf den Weg brachte.

### Aufstieg und Ende
Durch die steigende Popularität musste der National Barn Dance 1931 in das Eight Street Theatre umziehen. Immer mehr Leute wollten sich die Shows ansehen, in denen das Studio wie eine alte Scheune aussah und Hillbilly-Musiker ihre Lieder vortrugen. Zu der Zeit gab es landesweit bekannte Musiker, die Mitglieder der Show waren, wie Gid Tanner, The Hoosier Hot Shots, The Monroe Brothers, Cliff Carlisle und Gene Autry. 1932 wurde die Show von NBC in ihr Netzwerk eingespeist, um in den ganzen USA empfangbar zu sein. Für die folgenden 20 Jahre war die Show ständig ausverkauft und erlebte in den 1930er-Jahren ihren Höhepunkt.
Ab 1949 wurden von ABC-TV die Sendungen zusätzlich im Fernsehen übertragen. 1944 hatte Paramount Pictures den gleichnamigen Film gedreht, der sich mit der Thematik der Show beschäftigte und in dem Stars wie Arkansas Woodchopper, Joe Kelly und die Hoosier Hotshots Gastauftritte hatten. Bis in die 1950er-Jahre hatte die Show Erfolg, verlor aber deutlich an Beliebtheit, da weitere erfolgreiche Shows aufkamen, wie der Louisiana Hayride oder das Big D Jamboree, die sich dem Musikgeschmack anpassten und Rockabilly- und Rock-’n’-Roll-Musiker in ihren Shows singen ließen.
Zudem eroberte das Fernsehen die Haushalte Amerikas und es war nun nicht mehr nötig, in das Studio zu fahren, denn man konnte sich nun über das Fernsehen Unterhaltung schaffen. Die Live-Shows wurden schließlich 1957 abgeschafft; bis 1960 lief die Show beim Sender WGN weiter. Am 30. April, kurz nach dem 30. Jubiläum des National Barn Dance, wurde die letzte Sendung ausgestrahlt.

## Gäste und Mitglieder
| - Patsy Montana - Rex Allen - Fred Rose - Arkansas Woodchopper - Bob Atcher - Bradley Kincaid - Red Foley - The Williams Brothers - Clayton McMichen - Gid Tanner - The Hoosier Hot Shots - Gene Autry - The Everly Brothers - Carson Robison - Cliff Carlisle - Bill Carlisle - The Monroe Brothers - Hugh Cross - Homer & Jethro - Lulu Belle & Scotty - Lonnie Glosson - Joe Maphis - Sunshine Sue - Slim Bryant - Hiram Higsby - Louie Massey and her Westerners | - Lulu Belle - Scotty Wiseman - Girls of the Golden West - The Williams Brothers - Bill Long and the Ranch Girls - Dynamite Jim - Walter Peterson - Duke of Paducah - The Cumberland Ridge Runners - Salty Holmes - Lily May Ledford - Henry Burr - The Blackhawk Valley Boys - Girl’s Trio - Homer „Slim“ Miller - Beaver Valley Sweethearts - Skeeter Bonn - Mac and Bob - Sally Foster - Pie Plant Pete - Tom Owens - The Rhythm Riders - Karl & Harty - Smiley Sutter - Fred Kirby - The WLS Rangers | - Four Hired Hands - Uncle Orrie’s Village Limits - Dorothy Ann Ferguson - Uncle Ezra - George Goebel - Connie & Bonnie - Speed Freeman - Three Little Maids - Dinning Sisters - Bill O’Connor - Maryann Albach - Ted Morse - The Range Riders - The Wilson Sisters - Evelyn Overstake - Andy Reynolds and 101 Ranch Boys - Hiram & Henry - The Prairie Sweethearts - The Virginia Hams - Betty Ross - Cecil & Esther Ward - Howard Melaney - Grace Wilson - Doc Hopkins - Pat Buttram - Patty Clayton |